# Ryan Brown
Ryan Brown, född 2 maj 1962 i Lodi, Ohio, USA, är en amerikansk serieskapare. Han  är främst känd för sitt arbete med Teenage Mutant Ninja Turtles. Han har arbetat med såväl Mirageserierna, Tales of the TMNT och Archieserierna.